# دشتخاک
دشت خاک، روستایی از توابع بخش مرکزی شهرستان زرند در استان کرمان ایران است.
از محصولات این روستا میتوان به زعفران اعلا،زرشک ،سیب زمینی و گل محمدی و به اشاره کرد. سالیانه در اوایل آبان ماه جشنواره ی بزرگ زعفران دشتخاک با دعوت از هنرمندان کشوری در این روستا برگزار می‌شود.
}} 
این روستا از قدمتی بسیار طولانی برخوردار است و وجود قبوری رو به بیت المقدس در اطراف زیارتگاه شاه چهل تن دلیلی بر صحت تمدن دشتخاک، از قبل از اسلام دارد، حتی بنا بر گزارش اهالی قدیم دشتخاک در سالیان ابتدایی سده ی سیزدهم و در هنگام استخراج خاک سبز در محلی بین قلعه ی باستانی و رودخانه فصلی قبوری عجیب با بقایای استخوان های انسان های عظیم الجثه که به صورت جنینی دفن شده بودند مشاهده شده.
}} همچنین پیدا شدن مومیایی در منطقه درهوت(باب هوتک ) نیز دلیلی محکم بر قدمت این منطقه دارد.
پیدا شدن بقایای دایناسورها و رد پای دایناسور در دشتخاک توجه باستان شناسان را بیش از پیش به این منطقه جلب کرد.

## جمعیت
این روستا در دهستان دشت خاک قرار دارد و براساس سرشماری مرکز آمار ایران در سال ۱۳۸۵، جمعیت آن ۳٬۳۲۸ نفر (۸۳۵خانوار) بوده‌است.